# Football en Géorgie

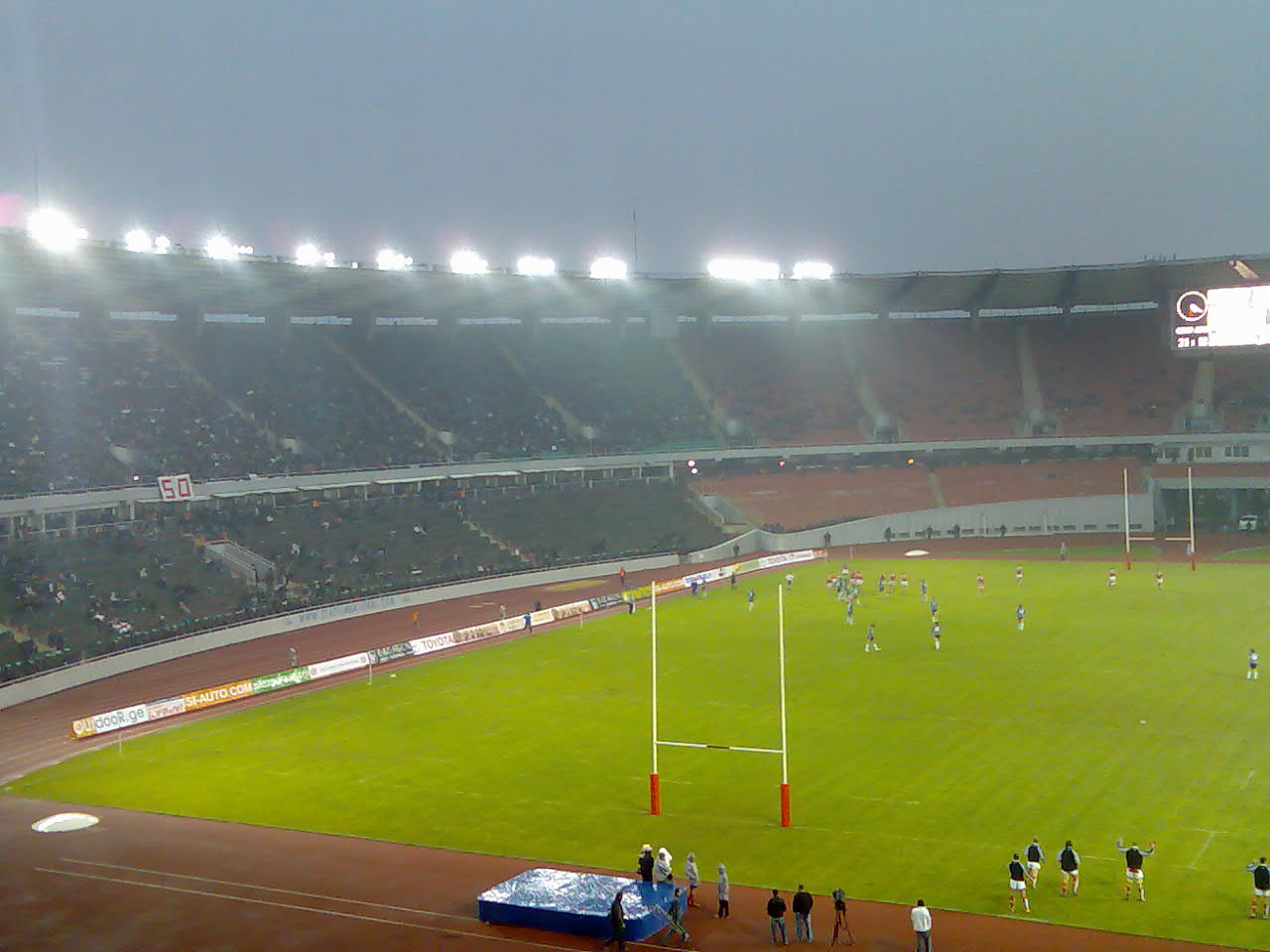
Boris Paichadze National Stadium.

le football en Géorgie est organisé par la Fédération de Géorgie de football. La fédération organise les compétitions masculines, féminines et de futsal dans le pays. Le football moderne a été amené dans le pays par les Anglais, tout d'abord à Poti, au début du XXe siècle.
La Géorgie s'est portée candidate pour accueillir certains matchs de l'Euro 2020, conjointement avec l'Azerbaïdjan.

## Système de divisions
| Niveau | Championnat                                      |
| ------ | ------------------------------------------------ |
| 1      | Umaglesi Liga 10 clubs                           |
| 2      | Pirveli Liga 20 clubs répartis en 2 groupes      |
| 3      | Meore Liga 26 clubs répartis en 2 groupes        |
| 4      | Ligues régionales 20 clubs répartis en 2 groupes |